# Sententiae Syriacae

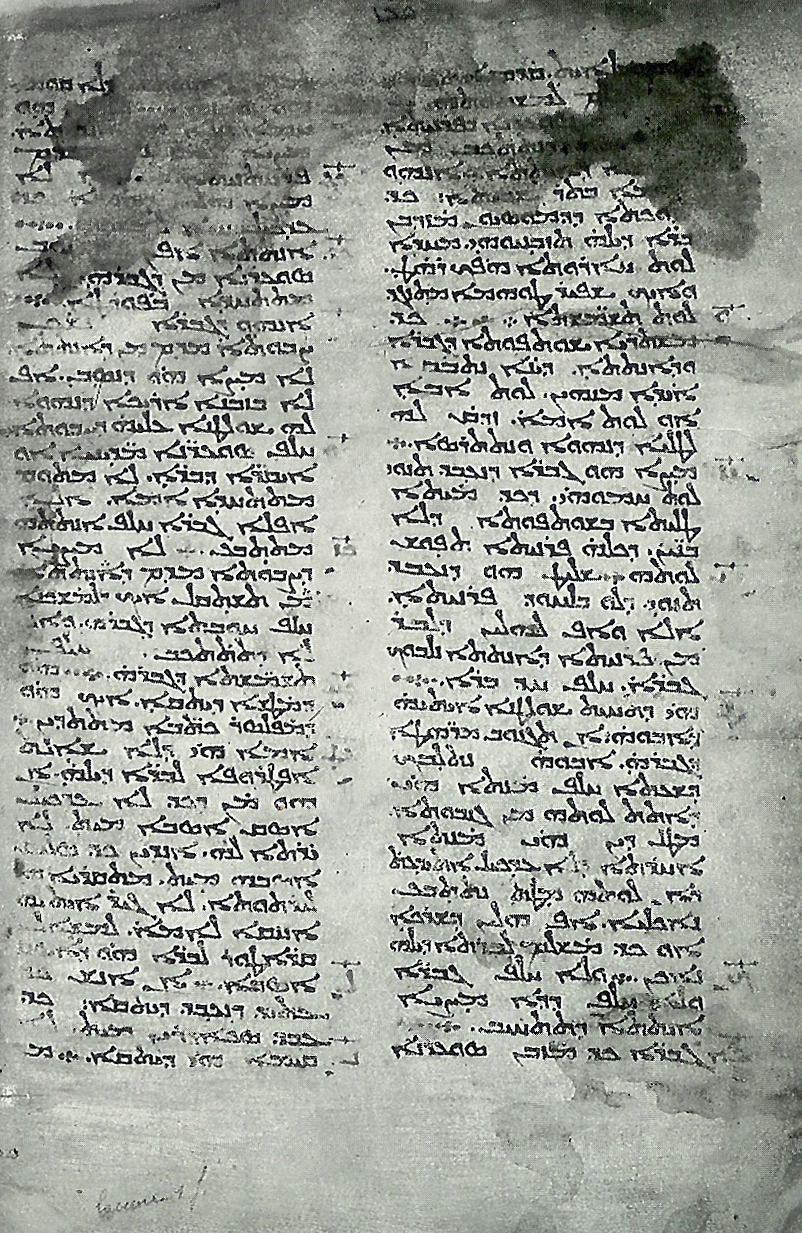
Fragment der Sententiae Syriacae aus dem 8. Jahrhundert: Manuskript Vat. Syr. 560, Blatt 27^{v}

Die Sententiae Syriacae sind eine Sammlung juristischer Texte aus der Spätantike.
Sie sind in syrischer Sprache verfasst. Ihr Text trägt in den handschriftlichen Quellen mehrfach die später entstandene Bezeichnung „Gesetze der christlichen und gerechten Könige“, in einer Handschrift mit dem Zusatz „in Kurzfassung“. Wie das Werk ursprünglich benannt war, welchen Zweck es hatte und ob seine Erstfassung überhaupt einen Namen trug, ist nicht bekannt. Seine heutige Bezeichnung beruht auf wissenschaftlichem Konsens.

## Inhalt
Die Sententiae Syriacae umfassen 102 Textstellen zum römischen Recht des dritten bis fünften Jahrhunderts nach Christus, hauptsächlich auf dem Stand der Zeit Diokletians (frühnachklassische Entwicklungsstufe). Diese Textstellen sind Sentenzen, kurz gefasste Darstellungen des wesentlichen Inhalts rechtlicher Bestimmungen. Behandelt wird römisches Recht, ohne hellenistische oder sonstige provinzialrechtliche Entwicklungen: Personenrecht, Familienrecht, Sachenrecht, Schuldrecht, Erbrecht, Verfahrensrecht (Prozess und Exekution), Strafrecht und die Rechtswirkungen öffentlicher Ehren und Ämter. Ein inhaltlicher Schwerpunkt (der Hinweise auf den Zweck der Sammlung geben könnte) ist nicht erkennbar, es gibt auch keinen Hinweis, dass das Werk in der überlieferten Fassung vollständig oder fragmentarisch ist. Als Autor wird ein gut ausgebildeter Jurist angenommen, die Endfassung des Werkes wird mit dem Unterricht an der Rechtsschule von Beryt in Verbindung gebracht.
Zu den mehrfachen Hinweisen Walter Selbs, die Sententiae Syriacae würden „reines“ römisches Recht enthalten, hat Reuven Yaron in seiner Buchbesprechung einige Anmerkungen publiziert, wonach in einzelnen Fällen orientalische Einflüsse (zum Beispiel ein Verbot aus dem Talmud beim Verlobungs- und Eherecht, § 14, §§ 71–73) nicht auszuschließen seien.
Die Datierung einzelner Teile der Sammlung ist zum Teil anhand der jeweiligen Rechtslage möglich: Wenn beispielsweise der Text der Sententiae in den §§ 33, 45, 91 und 97 einen Rechtszustand aus der Zeit Kaiser Hadrians schildert, wobei aus anderen Quellen bekannt ist, dass diese Rechtslage im Jahr 321 nach Christus verändert wurde, kann angenommen werden, dass die Vorlage, aus der die Sententiae entstanden sind, vor diesem Jahr verfasst wurde. Es konnte festgestellt werden, dass von den 102 Textstellen der Sententiae Syriacae 31 Stellen mit größter Sicherheit als kaiserliche Reskripte der Jahre 293 und 294 nach Christus zu identifizieren und damit Diokletian und Maximian zuzuordnen sind. Es gibt im Text eine Reihe von Hinweisen darauf, dass die Texte der Sententiae Syriacae zu mehr als der Hälfte aus Rechtssammlungen des ausgehenden dritten Jahrhunderts stammen: dem Codex Gregorianus und dem Codex Hermogenianus. Fünf Textstellen stammen aus Vorschriften (Konstitutionen) Konstantins I. und einer Konstitution der Kaiser Leo und Anthemius aus 472 nach Christus.
Da die Verwendung der älteren Codices im Jahr 529 im Rahmen der Neukodifikation des Corpus iuris civilis verboten wurde, wird als Zeit der Endfassung der Sententiae Syriacae (in ihrer zu Beginn des 21. Jahrhunderts bekannten Fassung) die Zeit zwischen 472 und 529 angenommen.

## Überlieferung
Den ältesten bekannten Text der Sententiae Syriacae enthält eine Handschrift aus der Zeit um das 8. Jahrhundert. Dieses Manuskript auf Pergament, das sich früher in Bagdad befunden hatte, gelangte 1937 als Geschenk des syrisch-orthodoxen Metropoliten von Mossul an Papst Pius XI. in die Bibliothek des Vatikans: Vat. Syr. 560. Das Blatt 27 dieser Handschrift enthält auf seiner Vorder- und Rückseite die ersten dreißig Textstellen aus den Sententiae Syriacae. Es ist in der ältesten syrischen Schrift, der Esṭrangelā, geschrieben. Weitere Handschriften stammen aus dem Bestand des früheren syrisch-orthodoxen erzbischöflichen Sitzes in Mardin am Tur Abdin (Manuskripte M 323 und M 326/9) und aus der Sammlung des syrisch-orthodoxen Patriarchats in Damaskus (Manuskript Dam. 8/11). Weiters existieren Handschriften aus dem 20. Jahrhundert in Wien (Aydin 2) und München (K). Neben den syrischen Versionen existieren ungefähr vierzig armenische Versionen, die aus syrischen Vorlagen übersetzt wurden.
Nach dem Stand der Wissenschaft zu Beginn des 21. Jahrhunderts handelt es sich bei den Sententiae Syriacae um eine Übersetzung einer oder mehrerer griechisch geschriebener Vorlagen, die ihrerseits Übersetzungen oder Umschreibungen (Paraphrasen) lateinischer Texte enthielten. Die syrische Übersetzung ist nicht der syrischen Sprache angepasst, sondern hält sich in Stil, Satzbau und Wortwahl sehr eng, teilweise sklavisch an die griechische Vorlage. Dadurch war es in vielen Fällen und bis in Details möglich, durch Vergleiche mit anderen, länger bekannten Texten festzustellen, welche Textstellen von der Übersetzung behandelt werden und auch, missverständliche Schreibweisen richtigzustellen. Griechische und lateinische Vorlagen sind nicht bekannt. Ob und inwieweit eine ursprünglich lateinische Vorlage bereits bei der griechischen Überarbeitung und vielleicht nochmals bei der syrischen Übersetzung überarbeitet und ergänzt wurde, ist nicht belegbar.
Die Handschriften, in denen die Sententiae Syriacae überliefert sind, sind Lehr- und Entscheidungssammlungen (Synodika) der syrisch-orthodoxen Kirche. Sie enthalten theologische und juristische Texte dieser Kirche, wie beispielsweise Entscheidungen von Synoden, die Didaskalie, eine Erbrechtssammlung, das Syrisch-Römische Rechtsbuch und Regeln für Kleriker. Die Sententiae Syriacae erscheinen in den Handschriften stets unmittelbar vor dem Text des Syrisch-Römischen Rechtsbuches (SRRB). Das führte dazu, dass die Sententiae mehrfach nicht als eigenständiges Werk erkannt, sondern als Teil des SRRB behandelt wurden. Aus der Reihenfolge, in der das SRRB und die Sententiae in den Synodika der syrisch-orthodoxen Kirche aufscheinen, wird angenommen, dass diese Rechtswerke bis in das 8. Jahrhundert eigenständig überliefert und erst danach Teile der Synodika wurden.
Der Text der Sententiae Syriacae ist in mehreren Publikationen veröffentlicht. Die Erstedition erfolgte 1968 durch Walter Selb in der Zeitschrift der Savigny-Stiftung für Rechtsgeschichte. Diese Publikation behandelt (nach einem Hinweis von Hubert Kaufhold) das Fragment der Sententiae in der Handschrift Vat. Syr. 560. Danach wurde der Text der Sententiae durch den Theologen Arthur Võõbus als Teil syrisch-orthodoxer Synodika und des Syrisch-Römischen Rechtsbuches in mehreren Publikationen behandelt und im Faksimile publiziert. Diese Publikationen enthalten auch englische Übersetzungen, die aber die juristischen Aussagen der Texte nicht immer genau wiedergeben und für die Wissenschaft des römischen Rechts nicht nutzvoll verwendbar sind. Eine eingehende römischrechtliche Publikation samt kritischer Textausgabe und Kommentar unter Verwendung des einschlägigen Fachvokabulars (einschließlich allfälliger Richtigstellungen von Schreibirrtümern im Originaltext) erfolgte 1990 durch Walter Selb im Verlag der Österreichischen Akademie der Wissenschaften. Der Text der dafür verwendeten Handschriften wurde mit Unterstützung durch den Patriarchen der syrisch-orthodoxen Kirche Ignatius Zakka I. Iwas und andere Funktionsträger dieser Kirche in mehreren Reisen an die Standorte der Manuskripte verifiziert.

## Fortwirken
Bis zur Mitte des 20. Jahrhunderts waren die Sententiae Syriacae in der europäischen Wissenschaft unbekannt. Neue Handschriften ihres Textes entstanden jedoch bei den altorientalischen Kirchen, wobei Dokumentationen darüber, welche Wirkungen daraus entstanden, nicht vorliegen. Dass die Sententiae Syriacae ein selbständiges Werk bilden, wurde erst 1965 (noch ohne nähere Identifikation) in einem Handschriftenkatalog publiziert. Die Sententiae Syriacae wurden in einigen kirchenrechtlichen Publikationen des 20. Jahrhunderts verwendet, allerdings nicht als eigenständiges Werk, sondern als Teil des Syrisch-Römischen Rechtsbuches, so zum Beispiel im Rahmen der Kodifikation des Rechts der orientalischen Kirchen. In der juristischen Literatur wurde das Werk bis in die 1990er-Jahre nicht verwendet. Danach diente es als Quelle für Arbeiten insbesondere zum Personen- und Familienrecht. Die Paragrafen 77 und 98 werden als Marksteine in der Forschung zur Rechtsstellung des Findelkindes nach römischem Recht bezeichnet. Die Publikation durch Selb 1990 hat in einer Reihe von Details zum besseren Verständnis des römischen Rechts vor der Zeit Justinians beigetragen, so beispielsweise durch einen Vorschlag zur Textverbesserung im Codex Justinianus 7, 16, 10. oder als aufschlussreiche neue Quelle zum Rechtszustand vor der Zeit Konstantins I.

## Ausgaben
- Walter Selb: Sententiae syriacae. Mit 2 Faksimiles und 9 Seiten syrischem Text zwischen den Seiten 400/401. In: Zeitschrift für Rechtsgeschichte - ZRG, Band 98 (Savigny-Zeitschrift Band 85), Romanistische Abteilung, Jahrgang 1968. ISSN 0323-4096. Seiten 400–404.
- Walter Selb: „Sententiae Syriacae“. Sitzungsberichte der philosophisch-historischen Klasse der Österreichischen Akademie der Wissenschaften - ÖAW, Band 567. Veröffentlichungen der Kommission für Antike Rechtsgeschichte, Band 7. Verlag der ÖAW. Wien 1990. ISBN  3-7001-1798-1. (Vorschläge für einige Übersetzungsalternativen sind in der Buchbesprechung von Reuven Yaron enthalten).
- Arthur Võõbus: The Synodicon in the West Syrian tradition. Volume I/1: Syriac text. In: Corpus Scriptorum Christianorum Orientalium (CSCO) 367, Scriptores Syri 161. Verlag Peeters, Leuven/Louvain 1975. ISBN 978-90-429-0408-8 (ISBN nachträglich vergeben, nicht allgemein verwendbar). Volume I/2: English translation. CSCO 368, Scriptores Syri 162. Verlag Peeters, Leuven/Louvain 1975. ISBN 978-90-429-0409-5. Volume II/1: Syriac text. CSCO 375, Scriptores Syri 163. Verlag Peeters, Leuven/Louvain 1976. ISBN 978-90-429-0416-3. Volume II/2: English translation. CSCO 376. Scriptores Syri 164, Verlag Peeters, Leuven/Louvain 1976. ISBN 978-90-429-0417-0.
- Arthur Võõbus: The Syro-Roman lawbook. The Syriac text of the recently discovered manuscripts accompanied by a facsimile edition and furnished with an introduction and translation. Volume I: The Syriac text with an introduction. Eesti Usuteadlaste Selts Paguluses toimetused = Papers of the Estonian Theological Society in Exile - PapETSE. Scholarly series. Band 36. Stockholm 1982. Volume II: A translation with annotations. PapETSE, Scholarly series. Band 39. Stockholm 1983.